# Englandneworder
Im Rahmen der Teilnahme an der Fußball-Weltmeisterschaft 1990 in Italien nahmen die Fußballer der englischen Nationalmannschaft zusammen mit der Band New Order unter dem neuen Bandnamen Englandneworder das Lied World In Motion auf.
Als Co-Texter wurde der Comedian Keith Allen gewonnen.

## Mitglieder
Die Band New Order:
- Bernard Sumner
- Peter Hook
- Stephen Morris
- Gillian Gilbert

Fußballer, die im Lied zu hören sind:
- Peter Beardsley
- John Barnes
- Paul Gascoigne
- Steve McMahon
- Chris Waddle
- Des Walker

Der Song schaffte es auf Platz 1 der UK-Charts, auf 21 in Deutschland und auf 27 in der Schweiz. Eine Neuabmischung erreichte 2002 Platz 43 in Großbritannien. Interessanterweise ist diese Co-Produktion mit der englischen Fußballnationalmannschaft der einzige Nummer-1-Hit der Band New Order.
Das Lied wird in Großbritannien fälschlicherweise oft als The John Barnes Rap bezeichnet, da der in Jamaika geborene Fußballer John Barnes gegen Ende des Liedes rappt.